# Cour Crépier
La cour Crépier est une ancienne voie des entrepôts de Bercy, dans le  12e arrondissement de Paris, en France.

## Situation
Cette voie des entrepôts de Bercy débutait rue du Petit-Bercy et se terminait rue de la Garonne.

## Origine du nom
Le nom de cette rue fait référence au nom d'un propriétaire d'entrepôts à Bercy.

## Historique
Cette rue a été ouverte en 1878.
Elle disparait vers 1993 lors de la démolition des entrepôts de Bercy dans le cadre de l'aménagement de la ZAC de Bercy.
Son emplacement est désormais occupé par la partie du parc de Bercy située entre les rues Joseph-Kessel, de l'Ambroisie, François-Truffaut et le quai de Bercy.